# Буриново (Калужская область)
Буриново — село в Жуковском районе Калужской области России. Входит в состав сельского поселения Тростье.
Расположено на северо-востоке Калужской области в 32 км от города Кремёнки, в 90 км юго-западнее от Московской кольцевой дороги МКАД, на берегу реки Аложа (у села Буриново река берёт своё начало). Село со всех сторон граничит с землями государственного природного заказника «Государственный комплекс „Таруса“», а также памятником природы «Барсуки». Проезд на территорию ООПТ (особо охраняемы природные территории) возможен по согласованию с руководством ГК Таруса, либо администрацией Сельского поселения Тростье, либо с настоятелем храма Преображения села Буриново для предварительного оформления пропуска, разрешающего проезд на территорию..

## История
Земли, на которых находится село Буриново, известны с XV в. как владения князей Тростенских. Позже их владельцами были Нарышкины и их родственники Головкины. Графом Головкиным в 1753 г. в селе была построена деревянная одноглавая церковь с трапезной и колокольней. В 1830 г. она была обновлена на деньги генерал-лейтенанта Моисея Ивановича Карпенков.
В 1881 году в селе Буриново была открыта стараниями протоиерея Григория Прозоровского земская школа.
В 1895 году стараниями московского купца Ивана Фёдоровича Тихомирова рядом с деревянным храмом был построен каменный. Храм имеет три престола: главный в честь Преображения Господня и в приделах в честь великомученика Георгия Победоносца и бессребреников Космы и Дамиана Ассийских.
В годы советской власти село Буриново стало центральной усадьбой местного совхоза. В середине 30-х гг. храм был закрыт, а последний настоятель храма пострадал как мученик за веру. А здание храма стали использовать под зернохранилище.
В 60-е годы 20-го века местными вандалами была разрушена могила героя Отечественной войны 1812 года генерал-лейтенанта Моисея Ивановича Карпенкова.
В годы Великой Отечественной войны село было разорено. Осенью 1941 года в Буриново и окрестностях велись бои с гитлеровскими войсками.
На территории села установлен мемориал Неизвестному солдату.
С началом функционирования Храма Преображения Господня в селе Буриново, усилиями настоятеля храма протоиерея Андрея Резвана и при поддержке руководства Государственного комплекса «Таруса», могила была приведена в порядок. В 2012 году захоронение отреставрировано. А к юбилею 200-летию войны 1812 года в 2012 году по ходатайству настоятеля храма протоиерея Андрея Резвана и главы Администрации Жуковского района Анатолия Владимировича Суярко был сделан мемориальный комплекс на могилах генерал-лейтенанта Моисея Ивановича Карпенкова и его супруги Ольги Павловны, урождённой Щепочкиной.
В 2000 г. местные жители при поддержке президента Российского фонда архитектурного наследия имени преподобного Андрея Рублёва Вячеслава Альбертовича Киселёва начали восстановление храма. В восстановлении храма приняли участие также Соскин, Веденеев, Герасимук. При реставрации храма была восстановлена сохранившаяся икона новозаветной Троицы в купольной части храма.
К августу 2001 году храм был полностью восстановлен, и 19 августа, в престольный праздник Преображения Господня, иерей Александр Петров совершил здесь первую службу. 11 сентября 2001 года в село приехал московский священник иерей Андрей Резван с матушкой Натальей (проходившие духовное обучение в Троице-Сергиевой Лавре)для организации освящения храма. 29 сентября 2001 г. архиепископ Климент и епископ Георгий в сослужении собора духовенства епархии совершили чин освящения храма. 14 октября 2004 г. была построена часовня усилиями меценатов Неспосудного В. А. и Бельчева О. А. А освящён находящийся рядом с храмом святой источник в честь Калужской иконы Божией Матери 19 августа 2005 года. С 19 сентября 2001 г. настоятелем храма является член Епархального Совета Калужской Митрополии протоиерей Андрей Резван.
При храме действует воскресная школа для детей. Проводятся беседы со взрослыми. Огласительные беседы перед Крещением и Венчанием. Каждый год настоятель храма отец Андрей совершает заупокойные службы на 9 мая на братских могилах по всей округе убиенных воинов ВОВ.Открыт в 2016 году Православный Семейный Клуб. Так же усилиями настоятеля храма отца Андрея за 17 лет служения в селе Буриново ведётся восстановление большого и красивого храма Покрова Пресвятой Богородицы в селе Покров (1888 года) в 12 км от села Буриново. Открыты часовенки в селе Макарово и в Заказнике ГК Таруса.

## Выдающиеся люди — уроженцы села
- Карпенков Моисей Иванович (1775—1854) — малороссийский дворянин, генерал-лейтенант. Похоронен в ограде храма в честь Преображения Господня села Буриново вместе со своей супругой.
- Киселёв Вячеслав Альбертович (1957—2011) — российский меценат, заслуженный строитель России, восстановивший множество храмов и монастырей. Его именем названа центральная улица Буриново. Похоронен в ограде храма в честь Преображения Господня.

## Население
| 2002 | 2010 |
| ---- | ---- |
| 40   | ↘13  |